# Lina Ben Mhenni
Lina Ben Mhenni, född 22 maj 1983 i Tunis, död 27 januari 2020 i Tunis, var en tunisisk internetaktivist, bloggare och universitetslärare i engelska vid Tunis universitet. Mhennis blogg A Tunisian Girl uppmärksammades i samband med den tunisiska revolutionen 2010–2011, och vann flera priser. Boken Tunisian Girl: en bloggares berättelse om den arabiska våren gavs 2012 ut på svenska av Sekwa förlag.
Ben Mhenni avled av en stroke som uppstått av en autoimmun sjukdom. Medier i flera länder skrev om vikten av hennes arbete och hennes bidrag till kampen för mänskliga rättigheter i Tunisien och i regionen.